# 남상락 자수 태극기
남상락 자수 태극기는 충청남도 천안시 독립기념관에 있는 일제강점기의 태극기이다. 2008년 8월 12일 대한민국의 국가등록문화재 제386호로 지정되었다.

## 개요
독립운동가 남상락(南相洛, 1892~1943)이 1919년 4월 4일 독립만세 운동에 사용하기 위하여 부인과 같이 만든 것이다. 전체가 손바느질로 제작된 희귀한 태극기이다.

## 참고 자료
- 남상락 자수 태극기 - 국가유산청 국가유산포털